# Sclerochilus (Praesclerochilus) verecundus
Sclerochilus (Praesclerochilus) verecundus is een mosselkreeftjessoort uit de familie van de Bythocytheridae. De wetenschappelijke naam van de soort is voor het eerst geldig gepubliceerd in 1981 door Schornikov.